# Kontradmirál

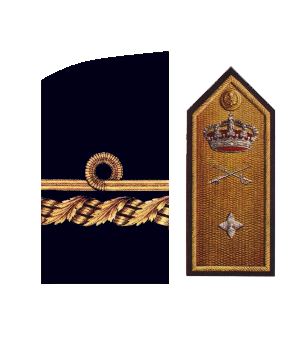
Odznaky kontradmirála španělského námořnictva.

Kontradmirál (německy Konteradmiral, anglicky Rear Admiral, francouzsky contre-amiral, nizozemsky schout-bij-nacht, japonsky 少将 šóšó), dříve též uváděn tvar kontraadmirál či kontreadmirál, je široce používaná námořní hodnost. Jedná se o nejnižší z admirálských hodností, která je nad hodnostmi námořní kapitán nebo komodor a níže než viceadmirál. V pozemních silách mu odpovídá hodnost generálmajor. Zpravidla bývá označován jednou hvězdou, v některých námořnictvech má hvězdy dvě. V námořnictvu Spojených států amerických jsou rozlišovány nižší hodnost Rear Admiral (lower half) s jednou hvězdou a vyšší hodnost Rear Admiral se dvěma hvězdami. Kontradmirál je tzv. vlajkový důstojník.